# Селезньов Яків Андрійович
Яків Андрійович Селезньов (рос. Яков Андреевич Селезнёв; 4 серпня 1989, м. Єлабуга, СРСР) — російський хокеїст, захисник. Виступає за «Кубань» (Краснодар) у Вищій хокейній лізі.
Вихованець хокейної школи СДЮШОР «Молот-Прикам'я» (Перм), тренер — Ю. Б. Овсянников. Виступав за «Молот-Прикам'я» (Перм), «Нафтовик» (Альметьєвськ), «Нафтовик» (Леніногорськ), «Ак Барс» (Казань), «Амур» (Хабаровськ), «Барс» (Казань), «Нафтохімік» (Нижньокамськ), «Реактор» (Нижньокамськ), «Спартак» (Москва), МХК «Спартак», «Крила Рад» (Москва), «Донбас» (Донецьк), «Витязь» (Чехов).
У складі молодіжної збірної Росії учасник чемпіонату світу 2008. У складі юніорської збірної Росії учасник чемпіонату світу 2007.
Брат: Савва Селезньов.
Досягнення
- Бронзовий призер молодіжного чемпіонату світу (2008)
- Переможець юніорського чемпіонату світу (2007).